# Mikepércs
Mikepércs is een plaats (község) en gemeente in het Hongaarse comitaat Hajdú-Bihar. Mikepércs telt 3979 inwoners (2007).